# Лазарица (църква)
 Тази статия е за църквата в Крушевац.  За обичая със същото име вижте Лазаруване.  
Лазарица или „Свети Стефан“ е православна църква в град Крушевац, Сърбия.
Построена е през 1375 – 1378 от княз Лазар Хребелянович като придворна църква на неговата столица Шарен град. Сградата е един от образците на сръбската средновековна архитектура и Моравския стил. Реставрирана изцяло през 1904-1908 г. под надзора на архитект Пера Попович.
В периода от 1395/98 г. до 1417 г. в църквата са се съхранявали мощите на Петка Българска.